# Sidpietersita
La sidpietersita és un mineral de la classe dels sulfats. Rep el seu nom de Sidney Pieters (1920-2003), de Windhoek, Namíbia, per les seves destacades contribucions a la mineralogia d'aquest país.

## Característiques
La sidpietersita és un sulfat de fórmula química Pb₄(S₂O₃)O₂(OH)₂. És un compost amb un anió tiosulfat (un anió sulfat amb un àtom d'oxigen substituït per un àtom de sofre), que només es produeix molt rarament en minerals naturals. Va ser aprovada com a espècie vàlida per l'Associació Mineralògica Internacional l'any 1998. Cristal·litza en el sistema triclínic. Es troba en forma de cristalls euèdrics a subèdrics, de fins a 0,3 mil·límetres. Els cristalls són allargats al llarg de [011], aplanats en {001}, mostrant {001}, {100}, {011}, en agregats radials. Típicament es troba en nòduls berrugosos i masses terroses. La seva duresa a l'escala de Mohs es troba entre 1 i 2. Segons la classificació de Nickel-Strunz, la sidpietersita pertany a «07.JA - Tiosulfats de Pb» juntament amb la steverustita.

## Formació i jaciments
És un producte d'alteració de l'última etapa de la galena, molt rar, que es troba a la zona d'oxidació d'un dipòsit de mineral polimetàl·lic hidrotermal. Sol trobar-se associada a altres minerals com: smithsonita, zincita, greenockita, galena, esfalerita i quars. Va ser descoberta a la mina Tsumeb, a la regió d'Otjikoto, Namíbia. També ha estat descrita a la pedrera Milltown, a Derbyshire (Anglaterra) i a Waitschach (Caríntia, Àustria).